# Rječina
Rječina (italienska: Fiumara eller Eneo, tyska: Flaum) är en flod i Kroatien som mynnar ut i Adriatiska havet i staden Rijeka. Floden är 19 km lång och dess källa ligger på åsen Kičej, 606 meter över havet. I Rijeka delar floden sig i den gamla kanalen Mrtvi kanal och den nya kanalen byggd på 1800-talet innan den mynnar ut i havet.  

## Historia
Rječina har genom historien utgjort gränsflod mellan olika stater och administrativa enheter. Inom Habsburgska riket utgjorde floden länge gräns mellan de österrikiska och ungerska intressesfärerna. Efter 1868 och  Ausgleich kom floden att utgöra en intern gräns inom Österrike-Ungern och de administrativa rikshalvorna Cisleithanien och Transleithanien. 1920-1924 utgjorde floden gräns mellan Fristaten Fiume och Serbernas, kroaternas och slovenernas kungarike. Efter att Fristaten Fiume annekterats av det fascistiska Italien utgjorde floden gräns till Italien. Efter andra världskriget togs gränsposteringarna bort och floden förlorade sin betydelse som gränsflod. 